# Potențial de încălzire globală

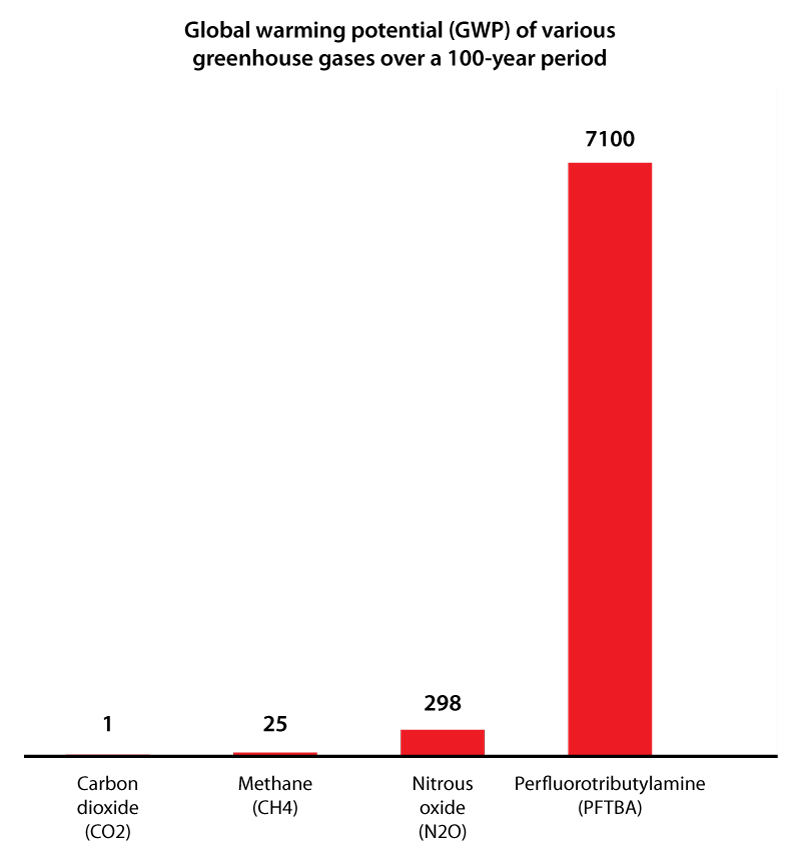
Compararea potențialului de încălzire globală a trei gaze cu efect de seră pe o perioadă de 100 de ani: Perfluorotributilamină (PFTBA), oxid de azot și metan, comparativ cu dioxidul de carbon (are valoarea de referință, cu un GWP = 1)

Potențialul de încălzire globală (în engleză Global warming potential, acronim GWP) este o măsură a cantității de căldură pe care un gaz cu efect de seră o captează în atmosferă pe o anumită perioadă de timp, raportată la capacitatea dioxidul de carbon (CO2). Este exprimat ca un multiplu al încălzirii cauzate de aceeași masă de dioxid de carbon. Prin urmare, prin definiție, CO2 are un GWP egal cu 1. Pentru alte gaze, acesta depinde de intensitatea cu care acesta absoarbe radiația termică, de rapiditatea cu care gazul părăsește atmosfera și de intervalul de timp luat în considerare.